# Aero Spacelines Mini Guppy
Aero Spacelines Mini Guppy ("MG") je bilo ameriško transportno letalo za prevoz tovorov velikih dimenzij. Mini Guppy je drugi član serije Guppy, prvi je bil Pregnant Guppy, naslednik pa Super Guppy. MG je bil zasnovan na podlagi transportnega letala Boeing C-97 Stratofreighter, slednji sam izhaja iz bombnika Boeing B-29 Superfortress.
Mini Guppy je lahko prevažal do 14500 kg tovora, tovorni prostor je bil 27,9 metrov dolg, premer je bil 5,5 metra. Zgradili so samo 2 letali. 